# 't Haantje (Rijswijk)
 't Haantje is een buurtschap in de gemeente Rijswijk, in de Nederlandse provincie Zuid-Holland, en heeft ongeveer 170 inwoners. Het grenst aan het Wilhelminapark (Rijswijk), Sion en het DSM-complex in Delft. 't Haantje is gelegen in de Plaspoelpolder en is genoemd naar de voormalige uitspanning op de hoek van de Lange Kleiweg en het Jaagpad, net aan de grens met Delft. 
Het maakt op dit moment een stormachtige ontwikkeling door voor wat betreft de bebouwing van het voormalig tuinbouwgebied. De wijk verrijst tussen 2013 en 2023 in delen van de oude buurtschappen Sion, ’t Haantje en Pasgeld. Er komen 3.500 maximaal duurzame woningen te staan. De nieuwe wijk ten zuiden van de A4 heeft de naam RijswijkBuiten gekregen.
In het verleden, van 1887 tot en met 1903 had 't Haantje een stopplaats aan de Oude Lijn, te weten stopplaats 't Haantje. Dat was nodig doordat er veel verkeer over de langs de Kerstanjewetering lopende gelijknamige weg 't Haantje plaatsvond van en naar het dorp van Rijswijk, het Westland en de vlakbij liggende buurtschap Sion.
De overweg bij 't Haantje werd in april 2021 na 174 jaar gesloten vanwege de spoorverdubbeling en daardoor sterke toename van het treinverkeer op de lijn. In plaats daarvan kwam er begin augustus 2021 een onderdoorgang.

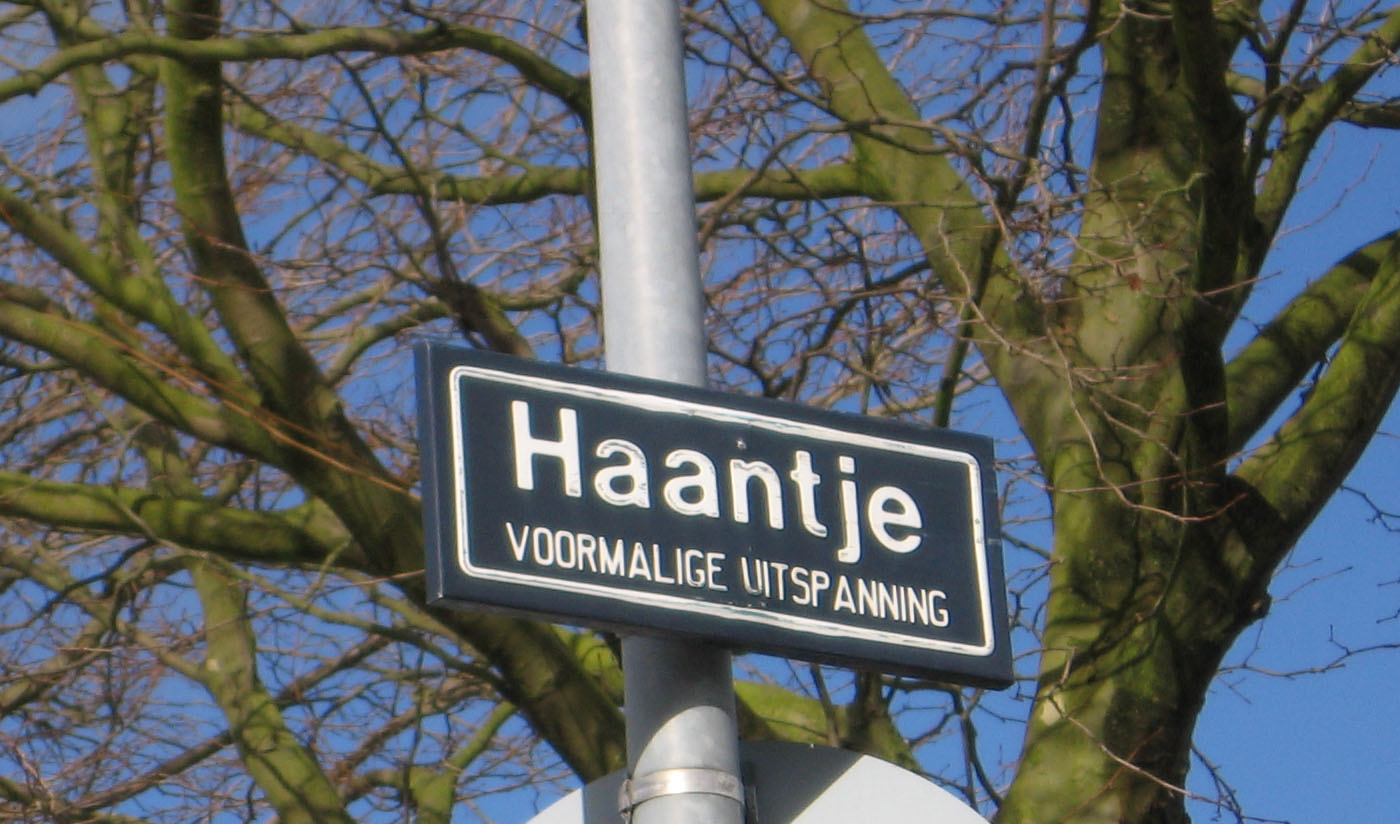
Straatnaambord met onderschrift 'voormalige uitspanning'

Rijswijk · 't Haantje · Sion · Strijp

Zuid-Holland: Steden en dorpen    Nederland: Provincies · Gemeenten